# Stenodynerus notabilis
Stenodynerus notabilis är en stekelart som först beskrevs av Moravitz 1895.  Stenodynerus notabilis ingår i släktet smalgetingar, och familjen Eumenidae. Inga underarter finns listade i Catalogue of Life.